# Những người thợ xẻ
Những người thợ xẻ là bộ phim điện ảnh chính kịch của Việt Nam năm 1998, do Vương Đức đạo diễn, kịch bản được Sơn Trang chuyển thể từ truyện ngắn cùng tên của Nguyễn Huy Thiệp.

## Nội dung
Nhân vật chính thứ nhất của phim là Bường, một gã nông dân trải đời, lọc lõi và ngang ngược. Anh ta mở một quán nhỏ chuyên bán thịt chó, dù đắt khách nhưng lại mang tai tiếng trộm chó. Sau khi quán ăn bị đốt phá, Bường rủ người em họ là Ngọc cùng mấy đứa cháu là Biên và Biền, cùng Dĩnh - con trai Bường - đi làm thợ xẻ.
Nhân vật chính thứ hai là Ngọc, một sinh viên đại học phải bỏ ngang vì nhà nghèo, anh từng có mối quan hệ tình cảm với cô giáo của mình là Phượng.
Nhờ sự giúp đỡ của ông Chính và bà Thục, nhóm của Bường đến được lâm trường Bình Minh, được quản lí của lâm trường là Thuyết tuyển vào với tiền công rẻ mạt. Với sự từng trải, Bường thừa biết Thuyết là con cáo già đang muốn lợi dụng mình nên Bường móc nối và bán trộm một phần gỗ Thuyết giao phó, Bường cũng có ý đồ xấu với Quy, con gái Thuyết. Trong khi cô bé chỉ tầm tuổi con của lão và rất thân thiện với Ngọc.
Trong một lần xẻ gỗ, Ngọc bị cưa vào chân, còn Bường tìm mọi lí do không đưa Ngọc đi khám chữa, như một hành vi trả thù ngầm. Khi ông Chính và bà Thục đến thì một ngón chân đã bị hoại tử và phải chặt bỏ, sau tai nạn Ngọc quyết định bỏ về. Thuyết phát hiện ra chuyện Bường bán lậu gỗ, nên giảm trừ lương, đe dọa đuổi việc cả nhóm. Để trút giận, Bường có hành vi xâm hại Quy nhưng bị Ngọc cản trở; Bường vốn xem tính cách khiêm tốn, thư sinh của Ngọc là nhu nhược, ẻo lả nên sau lần này mối quan hệ của anh anh em càng xấu đi. Khi Ngọc gói ghém hành trang về quê cũng là lúc hành vi bán lậu gỗ của Bường bị phát giác khiến hắn phải lẩn trốn trong rừng. Trên đường về, Ngọc thấy Bường bị một con gấu tấn công nên đã lao đến cứu và đưa về nhà ông Chính. Còn Dĩnh trong lúc cưa cây đã bị một cây gỗ lớn đè chết.
Thuyết tìm trên nhà ông Chính và thú nhận đã lừa Bường xẻ một phần gỗ không nằm trong kế hoạch của lâm trường để trục lợi cho riêng hắn. Sợ phải ngồi tù, Thuyết tìm cách mua chuộc Bường, khi hai bên đang đôi co cũng là lúc xác của Dĩnh được đưa đến. Công an đến đúng lúc và bắt được Thuyết, trong lúc Bường đang lịm đi vì cú sốc mất con trai.

## Diễn viên
- Quốc Trị - vai Bường
- Lê Vũ Long - vai Ngọc
- Thu Hà - vai Phượng
- Trần Hạnh - vai bố Ngọc
- Thanh Vân - vai mẹ của Ngọc
- Kim Quí - vai vợ Bường
- Vũ Đình Thân - vai Thuyết
- Thanh Tâm - vai Quy
- Quang Trung - vai Dĩnh
- Văn Quân - vai Biên
- Việt Bắc - vai Biền
- Ngọc Bích - vai Thục
- Phú Đôn - vai Chính
- Đỗ Vân - vai thợ săn
- Quang Tuất - vai lái xe
- Bùi Văn Huệ - vai chủ quán
- Thu Hiền, Duy Toàn, Văn Hóa, Ngọc Quang...

## Sản xuất
Khi còn du học tại Nga, đạo diễn Vương Đức đã có ý định chuyển thể truyện ngắn thành kịch bản điện ảnh. Do có nhiều tranh cãi về nội dung và ý nghĩa của truyện ngắn nên Vương Đức cũng đã mất 5 năm để hoàn thiện và bảo vệ kịch bản. Sau nhiều lần duyệt cuối cùng kịch bản được Bộ Văn hóa, Thể thao & Du lịch cho phép sản xuất cùng sự góp ý của Nguyễn Huy Thiệp.
Theo đạo diễn Vương Đức, nếu đưa hết nguyên tác lên phim thì bộ phim sẽ rất ngắn, nên ông đã thêm thắt các tình tiết không có trong nguyên tác như nhân vật cô giáo Phượng và mối tình của Ngọc với cô giáo. Thời gian, địa điểm và tính cách nhân vật cũng được thay đổi.
Bộ phim được quay trong một khu rừng ở huyện Hương Sơn, Hà Tĩnh và đã có những trường hợp nguy hiểm xảy đến với quay phim khi một đống gỗ lăn từ trên cao xuống. Đoàn làm phim đã mượn một con gấu từ Liên đoàn xiếc để quay cảnh con gấu đang tấn công người thợ xẻ, nhà quay phim Vũ Quốc Tuấn đã đổ sữa lên người để dẫn dụ con gấu đuổi theo. Trong quá trình sản xuất, đoàn làm phim bắt gặp một chiếc xe chở nhiều khỉ con, họ đã mua lại một con để sử dụng trong một cảnh cháy rừng. Sau khi hoàn tất quá trình quay, con khỉ được giao cho nhân viên dựng phim của đoàn.

## Đón nhận
Lần đầu được xem bộ phim, tác giả Nguyễn Huy Thiệp đã nhận xét rằng nên đặt tựa phim là Người thợ xẻ thay vì để nguyên Những người thợ xẻ.
Khi được phát hành, đạo diễn Vương Đức nhận được những nhận xét trái chiều khi có người cho rằng ông đã phá hỏng nguyên tác, trong khi số khác khen ngợi ông đã chuyển thể xuất sắc câu chuyện.
Bộ phim đã khai thác, làm rộng và rõ ràng những ý tứ trong truyện ngắn.

## Giải thưởng
| Năm  | Sự kiện                            | Giải thưởng                  | Nhận giải | Chú thích |
| ---- | ---------------------------------- | ---------------------------- | --------- | --------- |
| 1999 | Liên hoan phim Việt Nam lần thứ 12 | Bông sen bạc                 | (bộ phim) | [ 2 ]     |
| 1999 | Liên hoan phim Việt Nam lần thứ 12 | Kịch bản xuất sắc            | Sơn Trang |           |
| 1999 | Liên hoan phim Việt Nam lần thứ 12 | Nam diễn viên chính xuất sắc | Quốc Trị  |           |
| 1999 | Giải thưởng hội điện ảnh Việt Nam  | Giải A                       | (bộ phim) | [ 8 ]     |